# 董裕
董裕（1537年—1606年），字惟益，號擴菴，江西撫州府樂安縣人，民籍，明朝政治人物，同進士出身。

## 生平
嘉靖四十三年（1564年）甲子科江西鄉試第三十六名举人，隆慶五年（1571年）辛未科会试第七十九名，三甲第一百二十一名進士。礼部觀政，授任东莞县令，萬曆三年（1575年）七月行取，擢拔為試御史，四年八月實授山東道御史，五年二月巡按陕西，丁忧归。八年十二月復除湖廣道御史，十年巡按雲南，十二年掌河南道印，九月提督北直隸學政，十三年十月因顺天乡试冒籍中式事被皇帝察觉，降职为行人司副，十六年四月升尚宝司丞，十月升南京光禄寺少卿，十八年正月改北光禄寺少卿，历太仆寺少卿，十九年十月升大理寺右少卿，进左少卿，二十年七月升都察院右僉都御史、撫治鄖陽，二十二年十一月升大理寺卿，二十三年十一月升南京工部右侍郎，二十六年改任刑部右侍郎，三十二年十一月进左侍郎，三十三年四月以九年考滿，升本部尚書，仍管左侍郎事，累疏乞休，十二月准致仕，三十四年夏五月卒，享年七十，賜祭葬，贈太子少保。

## 家族
曾祖董集潤；祖父董重鼎；父董禹方，號黾川。母謝氏；繼母姚氏；繼母劉氏。慈侍下。兄董禮。弟董補。子董時翀。